# Гаральд Гуффманн
Гаральд Гуффманн (нім. Harald Huffmann, 3 червня 1908 — 20 грудня 1992) — німецький хокеїст на траві.
Срібний призер Олімпійських Ігор 1936 року.